# 暴力小姐
《暴力小姐》（Miss Violence）是一部2013年亚历桑德罗·阿万纳斯执导的希腊电影，获得第70届威尼斯影展最佳导演和最佳男演员（Themis Panou）两个奖。导演表示本片初衷源自希腊经济危机，片中故事取材真实，调查一年多才开机。

## 剧情
故事围绕一个普通而又处处透着蹊跷的希腊中产家庭展开，通过家中女孩儿安其利奇在自己11岁的生日派对上跳楼自杀，引出了这个家庭不为人知的暴力和丑恶。

## 角色
- Themis Panou
- Christos Loulis
- Rafika Chawishe - Civil status servant

## 评价
影片收获许多好评，导演Alexandros Avranas获得第70届威尼斯电影节最佳导演银狮奖。